# GPRS Support Node

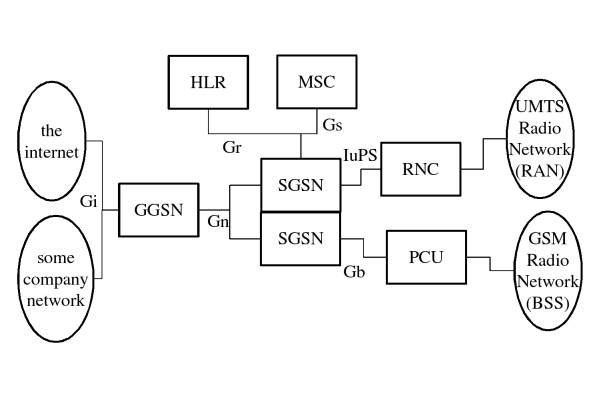
Schematische Darstellung der GPRS-Kernarchitektur

Ein GPRS Support Node (GSN) ist im Vermittlungsnetz eines Mobilfunkanbieters ein Element, das einen wesentlichen Teil der GPRS-Infrastruktur darstellt. Ein GSN ist entweder ein SGSN (Serving GPRS Support Node) oder ein GGSN (Gateway GPRS Support Node).
GSN kommunizieren untereinander über IP-Verbindungen (Gn-Schnittstelle). Als Transportprotokoll kommt das GPRS Tunnelling Protocol (GTP) zum Einsatz.
Zwecks Authentifizierung, Autorisierung und Abrechnung von Kundenverbindungen kommunizieren GSN unter anderem mit dem Mobile-services Switching Centre (MSC) und dem Visitor Location Register (VLR) (Gs-Schnittstelle), dem Home Location Register (HLR) (Gr-Schnittstelle), dem SMS-SC (Gd-Schnittstelle) und dem Equipment Identity Register (EIR) (Gf-Schnittstelle) eines Mobilfunkanbieters.

## SGSN (Serving GPRS Support Node)
Ein SGSN ist per Frame Relay oder IP mit einem oder mehreren Packet Control Units (PCU) verbunden (Gb-Schnittstelle), welche die Verbindungselemente zum GSM EDGE Radio Access Network (GERAN) darstellen. Über die Gn-Schnittstelle ist er mit einem GGSN verbunden. SGSN stellen die grundlegende Funktionalität der paketorientierten Datenvermittlung im GSM-Netz dar.

## USGSN (UMTS Serving GPRS Support Node)
Ein USGSN ist per ATM oder IP mit einem oder mehreren Radio Network Controller (RNC) verbunden (IuPS-Schnittstelle), welche die Verbindungselemente zum UMTS Terrestrial Radio Access Network (UTRAN) darstellen. Über die Gn-Schnittstelle ist er mit einem GGSN verbunden. USGSN stellen die grundlegende Funktionalität der paketorientierten Datenvermittlung im UMTS-Netz dar.

## GGSN (Gateway GPRS Support Node)
Ein GGSN stellt den Übergang vom GPRS-Netz in ein PDN (Public Data Network oder Packet Data Network) dar. Dazu kommuniziert er über die Gn-Schnittstelle mit einem oder mehreren SGSN und über die Gi-Schnittstelle mit einem paketorientierten Netz wie zum Beispiel dem Internet oder einem ATM-Netz.

## PCRF (Policy und Charging Rules Function)
Die Policy und Charging Rules Function (PCRF) steuert als Intelligenz im Mobilfunkdatennetz die verschiedenen Komponenten, wie GGSN/P-GW über die Gx-Schnittstelle. Es ist ein reines Signalisierungssystem, das keinen user plan traffic führt. Eine maßgebliche Funktion der PCRF ist die
- Erlaubniskontrolle für die Nutzung von Mobilfunkdatennetzressource, z. B. Internet-Zugriff erlaubt oder nicht
- Steuerung der Netzressource, z. B. Internet-Zugriff erlaubt mit 2 Mbit/s oder 150 Mbit/s
- Konfiguration des GGSN/P-GW bzgl. der Vergebührung von Netzressourcen (zeit- oder volumenbasiert)

Im PCRF sind Netz-Provider spezifische Regeln gespeichert, die aus verschiedenen Eingangskriterien Regeln definieren, deren Ausgangswert die Datennutzung steuert:
- Datenverbindungsinformation, z. B. genutzter APN, Land, Endgerät etc.
- Kundeninformation, z. B. gebuchter Tarif